# ديفيد إس. تشانغ
ديفيد إس. تشانغ (بالإنجليزية: David S. Chang)‏ هو سياسي أمريكي، ولد في 4 يناير 1980 في ساكرامنتو في الولايات المتحدة. حزبياً، نشط في الحزب الجمهوري.